# Černotín (Dnešice)

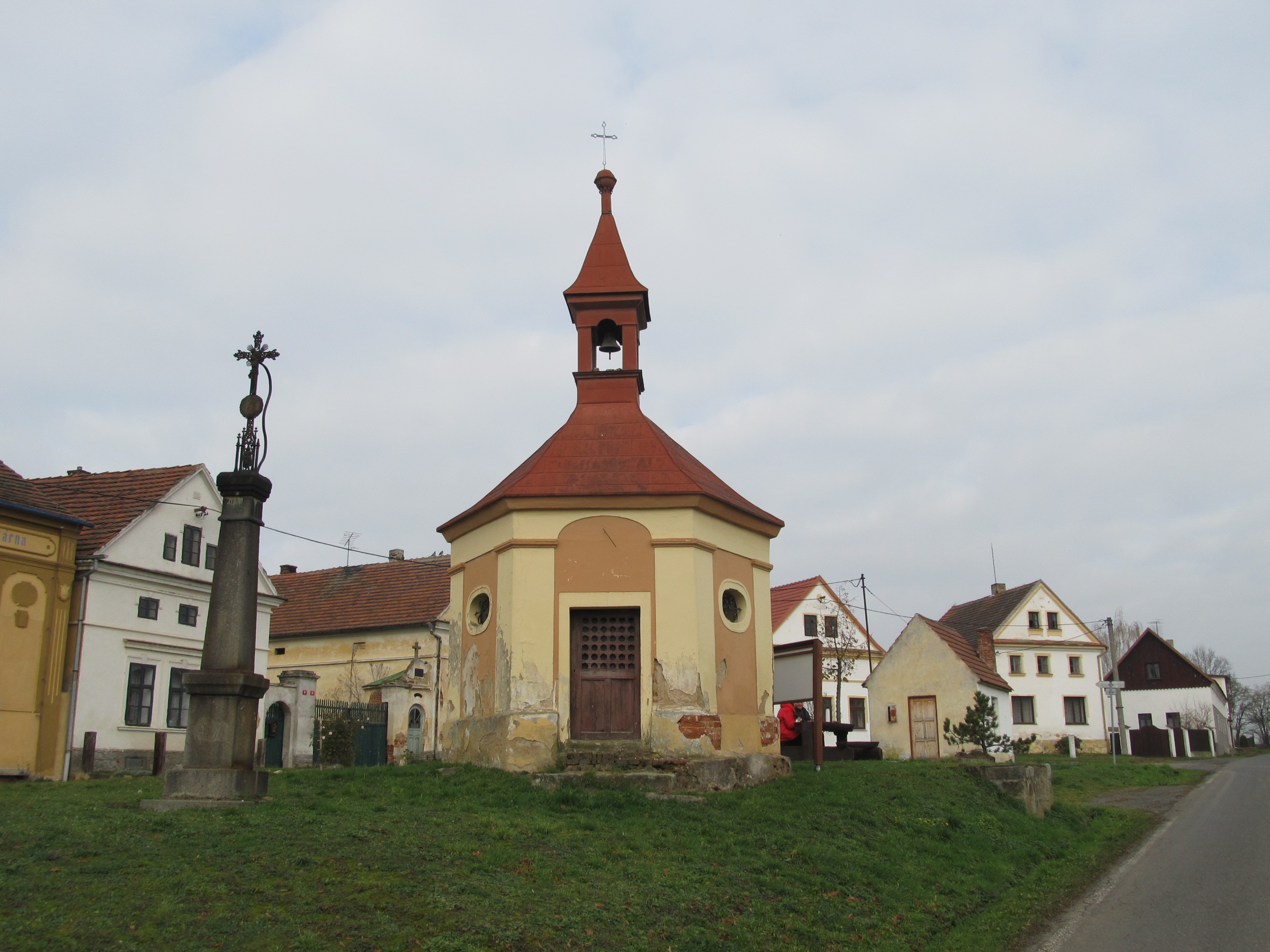
Černotín

Černotín (deutsch Tschernotin) ist ein Ortsteil der Gemeinde Dnešice in Tschechien. Er liegt fünf Kilometer südwestlich von Dobřany und gehört zum Okres Plzeň-jih.

## Geographie
Das Straßendorf Černotín erstreckt sich in 354 m ü. M. am linken Ufer des Dnešický potok, der nördlich des Dorfes in den Teichen Nový vstišský rybník und Kastelský rybník (Kastelteich) gefasst wird. Westlich erhebt sich der Křížový vrch (487 m). Durch den Ort führt die Staatsstraße 230 von Stod nach Přeštice.
Nachbarorte sind Bayerův Důl und Vstiš im Norden, der Klinikkomplex von Dobřany im Nordosten, das Gelände der Keramischen Werke Chlumčany im Osten, Dnešice im Südosten, Přestavlky im Süden, Horní Lažany im Südwesten sowie Losina im Nordwesten.

## Geschichte
Das Dorf wurde 1228 in einer Kaufurkunde des Klosters Chotěšov über den Berg Wrabina einschließlich der Orte Černotín und Turnov erstmals genannt. Im Dreißigjährigen Krieg verödete die Gegend und das Kloster holte deutsche Siedler ins Land. 1910 lebten in Tscheladie, wie Tschernotin von den Einheimischen genannt wurde, 299 Menschen, die bis auf fünf Tschechen alle der deutschen Volksgruppe angehörten.
Bis 1930 ging die Einwohnerzahl auf 269 zurück, von denen 87 % Deutsche waren. Gepfarrt war der Ort nach Dnešice. Nach dem Zweiten Weltkrieg wurden die deutschen Bewohner vertrieben. Im Jahre 2001 bestand Černotín aus 43 Häusern und hatte 108 Einwohner.
In Černotín befindet sich ein Reiterhof.

## Sehenswürdigkeiten
- Kapelle mit sechseckigem Grundriss in der Dorfmitte
- Křížový vrch mit ehemaliger Kirche und Aussichtsturm
- ehemaliger Kreuzweg von der Kapelle auf den Křížový vrch, als Wanderlehrpfad gestaltet
- Ensemble historische Bauernhöfe im Ortszentrum
- Das Gehöft „Hyperion“ mit Scheune und Backhaus wird als Freilichtmuseum genutzt. Die Anlage entstand in ihrem Grundriss wahrscheinlich im 18. Jahrhundert und ist seit 1835 durch einen Katasterplan belegt. Zwischen 1901 und 1916 modernisierten die damaligen Besitzer, Familie Hackenthaler, den Hof. Seit 1994 ist das Gehöft im Besitz des Musikers Andreas Kröper, der die Anlage sanieren ließ und seit 1999 als Veranstaltungsort für „Jazz auf dem Bauernhof“ nutzt. Ein Teil der Anlage wurde 2003 als Freilichtmuseum gestaltet, dessen Betreiber der ökologische Verein „Žešov“ ist. Bis 2006 wurde die Anlage auch als ökologisches Schulungszentrum genutzt.